# Sjamil

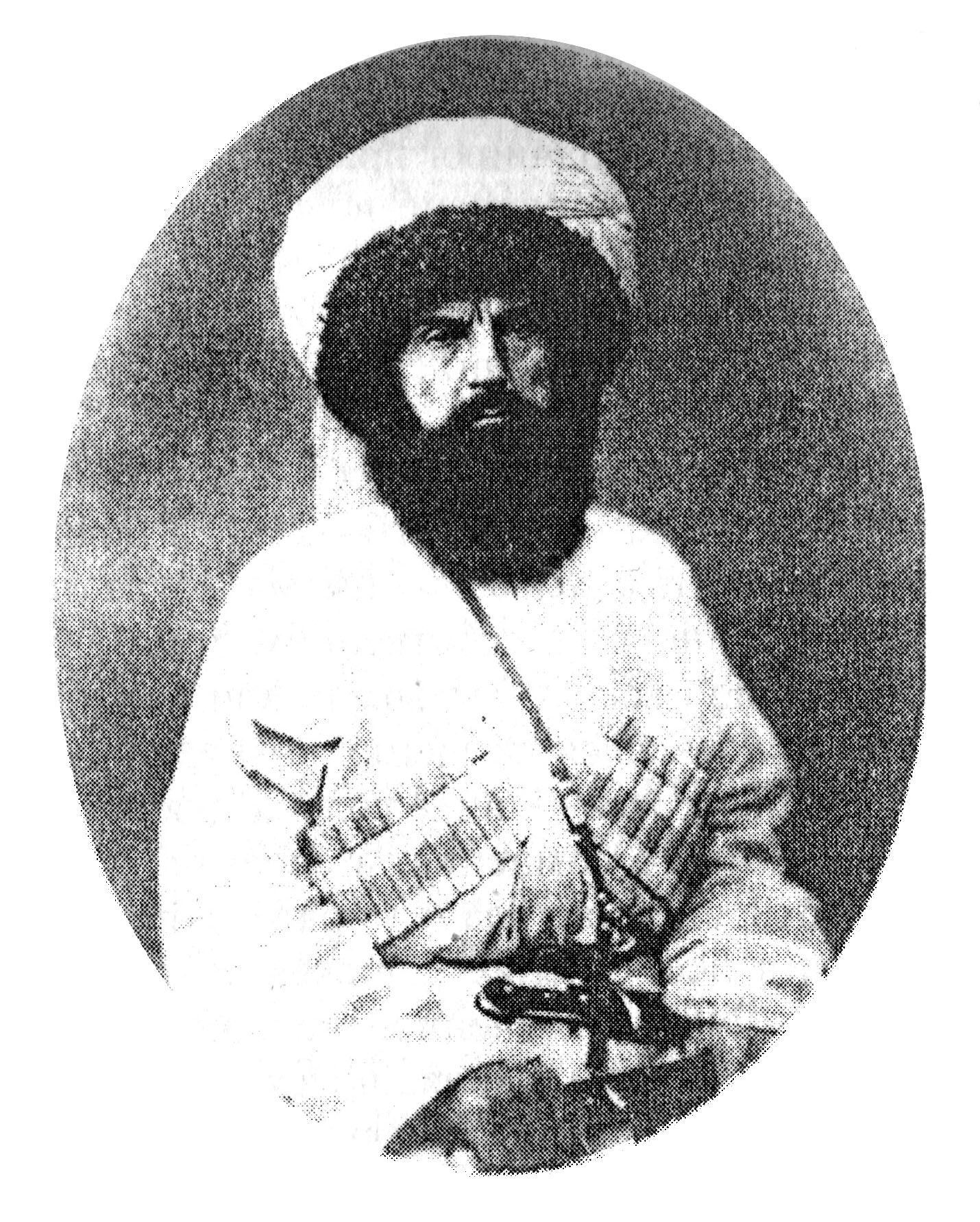
Imam Sjamil

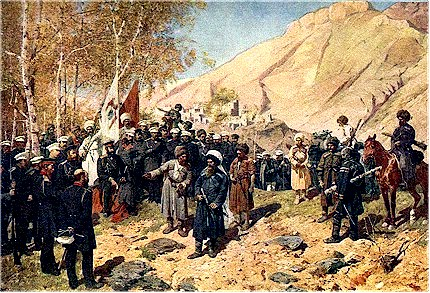
Gevangenname van Sjamil (Franz Roubaud, 1886)

Sjamil (Russisch: Имам Шамиль, Imam Sjamil) (Gimry (Dagestan), 26 juni 1797 – bij Medina (Saoedi-Arabië), 4 februari 1871) was een Avaars politiek en religieus leider (imam) van de moslims in de noordelijke Kaukasus. Hij speelde een belangrijke rol in de anti-Russische nationalistische beweging van de Kaukasische volkeren van 1817 tot 1859 en was de derde imam van Dagestan en Tsjetsjenië van 1834 tot 1859. Hij gaf in die tijd leiding aan hun staat, namelijk het Kaukasische Imamaat.

## Biografie
Imam Sjamil werd geboren in 1797 in het kleine dorp Gimry, dat in de huidige Russische deelrepubliek Dagestan ligt. Zijn vader was een vrije landheer, deze positie maakte het Sjamil mogelijk onder andere Arabisch en logica te studeren. Sjamil werd eveneens lid van een Soefi orde en verkreeg de positie van een gerespecteerd en geleerd man onder de moslims van de Kaukasus. Hij maakt een pelgrimstocht, of hadj, naar Mekka in 1828. Daar ontmoette hij Abd al-Kader, van wie hij de tactiek van de guerrillaoorlog leerde.
Sjamils geboorte viel in een tijd dat de moslimvolken van de Kaukasus in oorlog waren met het Russische leger. Sinds het bewind van Ivan de Verschrikkelijke breidde het Russische Rijk zich steeds verder uit en nam uiteindelijk de macht over het gebied over van het Ottomaanse Rijk. Na verloop van tijd voelden de moslims in het gebied zich in hun leefwijze bedreigd en bonden de strijd aan met de Russen. Tot de eerste leiders van het moslimverzet behoorden Sjeik Mansoer en Ghazi Mollah. Sjamil was van kind af aan bevriend met Mollah en werd later zijn volgeling.
Mollah kwam om het leven tijdens de slag om Ghimri, waarna Sjamil zijn plaats als leider van het moslimverzet in de Kaukasus innam. Hij werd bekend als al-Imam al-Azam: leider van de gehele Kaukasus. Hij was doeltreffend in het verenigen van de bergvolkeren in de strijd tegen de Russen en behaalde vele overwinningen. Hij maakte effectief gebruik van guerrillatactieken. Het verzet werd pas gebroken nadat de Russen een half miljoen aan troepen hadden ingezet. De sterkte van Sjamils strijdkrachten werd hierdoor tot enige honderden teruggebracht. Op 25 augustus 1859 werden Sjamil en zijn familie gevangengenomen in het Dagestaanse dorp (aul) Goenib.
Na zijn nederlaag tegen de Russen, werd Sjamil naar Moskou gestuurd om de tsaar te ontmoeten. Hij werd verbannen naar het stadje Kaloega buiten Moskou. Hij kreeg in 1869 toestemming zijn laatste levensfase door te brengen in de heilige stad Mekka. Hij overleed in Medina in 1871 tijdens een bezoek aan die stad en werd begraven in de Jannatul Baqi, een begraafplaats waar vele islamitische prominenten begraven zijn. Zijn twee zonen werden officier in het Russische leger.
Sjamil wordt in de Kaukasus nog steeds geëerd om zijn verzet tegen de Russen en wordt door de leiders van het huidige verzet als rolmodel gezien. De Tsjetsjeense guerrillaleider Sjamil Basajev was naar hem genoemd en identificeerde zich graag met hem.